# Corinne Griffith
Corinne Griffith (24 de noviembre de 1894-13 de julio de 1979)  fue una actriz estadounidense. 
Criada en Texarkana, Texas, fue una de las más misteriosas estrellas de Hollywood. La fecha exacta de su nacimiento se discute, a causa de la información conflictiva que dio a lo largo de su carrera. Además de la fecha dada más arriba, se da también como día de su nacimiento el 21 de noviembre de 1894 o de 1898. Durante la década de 1920, fue ampliamente considerada como la actriz más bella del cine mudo. 

## Primeros años y carrera
Nació en Waco, Texas como una de las dos hijas de John Lewis "Jack" Griffith, ministro metodista y maquinista del ferrocarril Texas & Pacific, y su esposa Amboline Ghio. El abuelo materno, Antonio Ghio, era un emigrante italiano que se convirtió en un exitoso hombre de negocios en Texas y fue alcalde de Texarkana en tres ocasiones; la abuela materna, Maria Anthes, también era emigrante, nativa de Darmstadt, Alemania. En el momento de su nacimiento, su madre Amboline tenía poco más de veinte años mientras su padre Jack tenía casi cuarenta. Se habían casado en 1887 y su boda fue un evento celebrado entre la alta sociedad local. Griffith y su hermana fueron criadas como católicas y al poco su familia se trasladó a Texarkana, donde vivió hasta los diez años, mudándose luego a Nueva Orleáns para estudiar en el Convento del Sagrado Corazón. Su padre murió en 1912. Griffith estudió un semestre en la universidad de Texas en Austin y trabajó como bailarina antes de comenzar como actriz. En algún momento tras la muerte de su padre, la madre con sus dos hijas se trasladó al sur de California. Griffith empezó su carrera cinematográfica con los Vitagraph Studios en 1916. Según algunas fuentes, ganó un concurso de belleza entre cuyos jueces estaba Rollin G.Sturgeon, el director de Vitagraph; según otras, le conoció en un evento social, en donde sorprendido por su belleza le ofreció un contrato en el acto. En un artículo publicado en un periódico en 1919, Griffith dijo que se le acercó tras ganar un concurso de belleza en Nueva Orleáns durante el Mardi Gras, ofreciéndole viajar a California. Después se pasó a First National, compañía de la que llegó a ser una de sus estrellas más populares. El apodo que los estudios le dieron en su día fue el "The Orchid Lady of the Screen". Filmes notables de esa época fueron "Black Oxen" (1924), "DeClassée" (1925 – en el cual actuaba un joven extra llamado Clark Gable), y "The Garden of Eden" (1928). Griffith recibió una nominación al Oscar por su papel en "The Divine Lady" (En España, "Trafalgar"; 1929), en la cual interpretaba a Emma Hart, la inglesa Lady Hamilton. Este film fue restaurado en el año 2000. De sus 66 películas, apenas una docena sobreviven en la actualidad.
La última película de importancia rodada en Hollywood por Griffith fue "Back Pay", estrenada en 1930. Su voz era agradable, pero no destacaba frente a la de una nueva generación de estrellas que rápidamente la sobrepasaron en popularidad. Tras actuar en un film más, el británico "Lily Christine" en 1932, se retiró del ojo público y solamente volvió a la pantalla en una ocasión, en un melodrama de bajo presupuesto estrenado en 1962 y titulado "Paradise Alley".

## Imagen pública
Griffith fue alabada por su belleza por numerosas publicaciones. Valeria Beletti, secretaria de Samuel Goldwyn, describió a Griffith como "la más hermosa de todas las estrellas mudas, con talento o no" a pesar de que personalmente, la encontraba "muy altiva y desdeñosa. No mira a nadie más que a sí misma, generalmente no es del agrado de todos." Según el biógrafo Anthony Slide, la conocida y recurrente frase "la cámara la ama" se acuñó por primera vez para Griffith.
Además de su apariencia, Griffith se esforzó por mantener una imagen decorosa y saludable, afirmando que nunca había fumado ni bebido alcohol. También evitaba las palabrotas y no usaba maquillaje fuera del set de rodaje. La columnista Adela Rogers St. Johns dijo en una ocasión que "era la inocencia personificada".

## Vida personal
Griffith se casó en cuatro ocasiones: con el actor y compañero de trabajo Webster Campbell (1920 - 1923); con el productor Walter Morosco (1924-1934); con el propietario del equipo de fútbol americano Washington Redskins George Preston Marshall (1936 - 1958) con quien en 1941 adoptó dos niñas Pamela y Cynthia, y, finalmente, con el actor teatral Danny Scholl (Call Me Mister), con el cual estuvo casada solo unos pocos días en 1965. Scholl tenía 45 años, más de 25 menos que Griffith. 
Griffith tiene una estrella en el Paseo de la Fama de Hollywood, en el 1560 de Vine Street.

## Escritora y empresaria
Corinne Griffith fue una de las pocas estrellas cinematográficas que se dedicó con éxito a otras empresas una vez acabada su actividad cinematográfica. Fue una lograda escritora que publicó once libros, incluyendo dos superventas, "My Life with The Redskins" y las memorias "Papa's Delicate Condition", que fue trasladada al cine con un film protagonizado por Jackie Gleason. Sus actividades inmobiliarias tuvieron un particular éxito (llegó a poseer cuatro edificios de oficinas en Los Ángeles, cada uno de ellos con su nombre) y fue miembro relevante del Partido Republicano de los Estados Unidos en California durante décadas. 
Estando casada con Marshall, Corinne escribió la letra del himno de los Redskins "Hail to the Redskins", que se convirtió en uno de los himnos más famosos del fútbol americano. 
Corinne Griffith falleció en 1979 a causa de un fallo cardiaco en Santa Mónica (California) tras haber sufrido pocos días antes un derrame cerebral. Su hermana Augusta, con quien había perdido contacto, había muerto unas semanas antes. A su muerte, Griffith atesoraba una fortuna de ciento cincuenta millones de dólares, principalmente bienes raíces.

## Filmografía

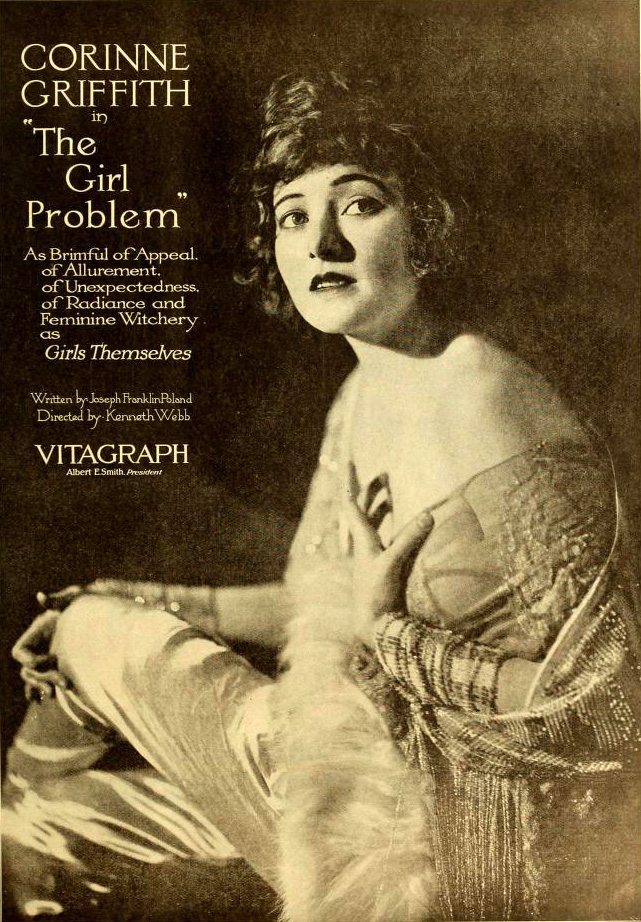
The Girl Problem (1919)

- Paradise Alley (1962) .... Mrs. Wilson
- Lily Christine (1932) .... Lily Christine Summerset
- Back Pay (1930) .... Hester Bevins
- Lilies of the Field (1930) .... Mildred Harker
- Prisoners (1929) .... Riza Riga
- The Divine Lady (1929) .... Emma Hart (Lady Hamilton)
- Saturday's Children (1929) .... Bobby Halevy
- Outcast (1928) .... Miriam
- The Garden of Eden (1928) .... Toni LeBrun
- Three Hours (1927) .... Madeline Durkin
- The Lady in Ermine (1927) .... Mariana Beltrami
- Syncopating Sue (1926) .... Susan Adams
- Into Her Kingdom (1926) .... Gran duquesa Tatiana (a los 12 y a los 20 años)
- Mademoiselle Modiste (1926) .... Fifi
- Infatuation (1925) .... Violet Bancroft
- Classified (1925) .... Babs Comet
- The Marriage Whirl (1925) .... Marian Hale
- Declassée (1925) .... Lady Heelen Haden
- Love's Wilderness (1924) .... Linda Lou Heath
- Single Wives (1924) .... Betty Jordan
- Lilies of the Field (1924) .... Mildred Harker
- Black Oxen (1923) .... Madame Zatianny/Mary Ogden
- Six Days (1923) .... Laline Kingston
- The Common Law (1923) .... Valerie West
- Divorce Coupons (1922) .... Linda Catherton
- A Virgin's Sacrifice (1922) .... Althea Sherrill
- Island Wives (1922) .... Elsa Melton
- Received Payment (1922) .... Celia Hughes
- The Single Track (1921) .... Janette Gildersleeve
- Moral Fibre (1921) .... Marion Wolcott
- What's Your Reputation Worth? (1921) .... Cara Deene
- It Isn't Being Done This Season (1921) .... Marcia Ventnor
- The Broadway Bubble (1920) .... Adrienne Landreth/Drina Lynn
- The Whisper Market (1920) .... Erminie North
- Babs (1920) .... Barbara Marvin
- The Garter Girl (1920) .... Rosalie Ray
- Deadline at Eleven (1920) .... Helen Stevens
- Human Collateral (1920) .... Patricia Langdon
- The Tower of Jewels (1920) .... Emily Cottrell
- The Climbers (1919) .... Blanche Sterling
- The Bramble Bush (1919) .... Kaly Dial
- A Girl at Bay (1919) .... Mary Allen
- Thin Ice (1919) .... Alice Winton
- The Unknown Quantity (1919) .... Mary Boyne
- The Girl Problem (1919) .... Erminie Foster
- The Adventure Shop (1919) .... Phyllis Blake
- Miss Ambition (1918) .... Marta
- The Girl of Today (1918) .... Leslie Selden
- The Clutch of Circumstance (1918) .... Ruth Lawson
- Love Watches (1918) .... Jacqueline Cartaret
- The Menace (1918) .... Virginia Denton
- Who Goes There? (1917) .... Karen Girard
- I Will Repay (1917) .... Virginia Rodney
- The Love Doctor (1917) .... Blanche Hildreth
- Transgression (1917) .... Marion Hayward
- The Stolen Treaty (1917) .... Irene Mitchell
- The Last Man (1916) .... Lorna
- Through the Wall (1916) .... Pussy Wimott
- A Fool and His Friend (1916)
- The Yellow Girl (1916) .... Corinne
- The Waters of Lethe (1916)
- Ashes (1916/II)
- The Cost of High Living (1916)
- Bitter Sweet (1916)
- When Hubby Forgot (1916)

## Premios y distinciones
Premios Óscar
| Año  | Categoría    | Película  | Resultado |
| ---- | ------------ | --------- | --------- |
| 1929 | Mejor actriz | Trafalgar | Nominada  |

## Libros de Corinne Griffith
- 1947 "My Life with the Redskins" - historia del equipo Washington Redskins, propiedad de su marido, George Marshall.
- 1952 "Papa's Delicate Condition" – memorias de su infancia.
- 1955 "Eggs I Have Known" – colección de recetas.
- 1961 "Antiques I Have Known" – acerca de su interés por las antigüedades.
- 1962 "Taxation Without Representation" – Posición de Griffith contra los impuestos.
- 1963 "I Can't Boil Water" – colección de recetas de restaurantes famosos.
- 1963 "Hollywood Stories" – colección de cuentos escritos por Griffith.
- 1965 "Truth is Stranger" – colección de artículos inusuales recopilados por Griffith.
- 1969 "Not For Men Only - But Almost" – un libro sobre el deporte y su falta de atracción para la mayoría de las mujeres.
- 1972 "This You Won't Believe" - otra colección similar a "Truth is Stranger".
- 1974 "I'm Lucky at Cards" – un libro con varios ensayos de Griffith.

## Galería

Corinne Griffith fotografiada por Alfred Cheney Johnston
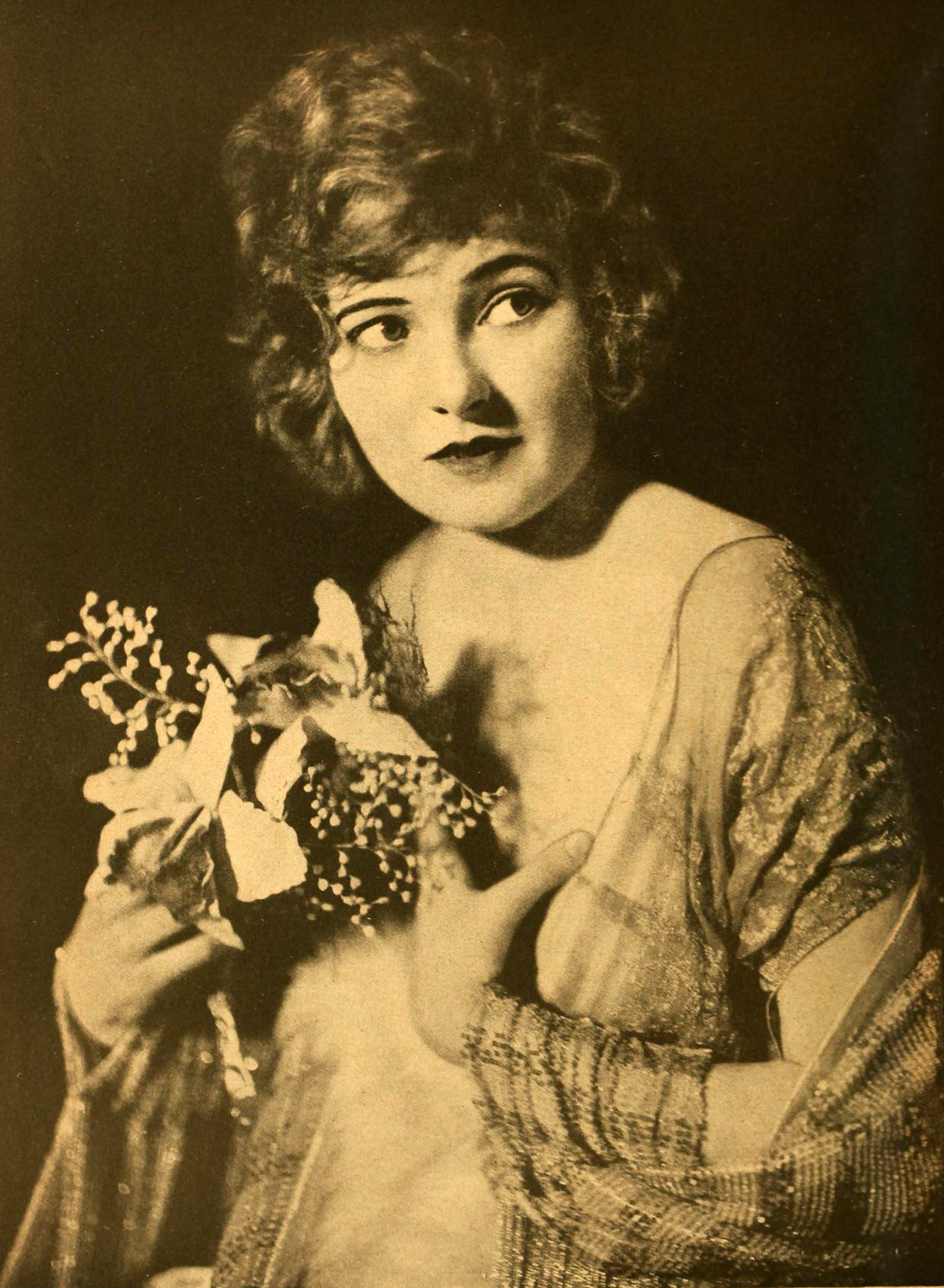
Photoplay (1919)
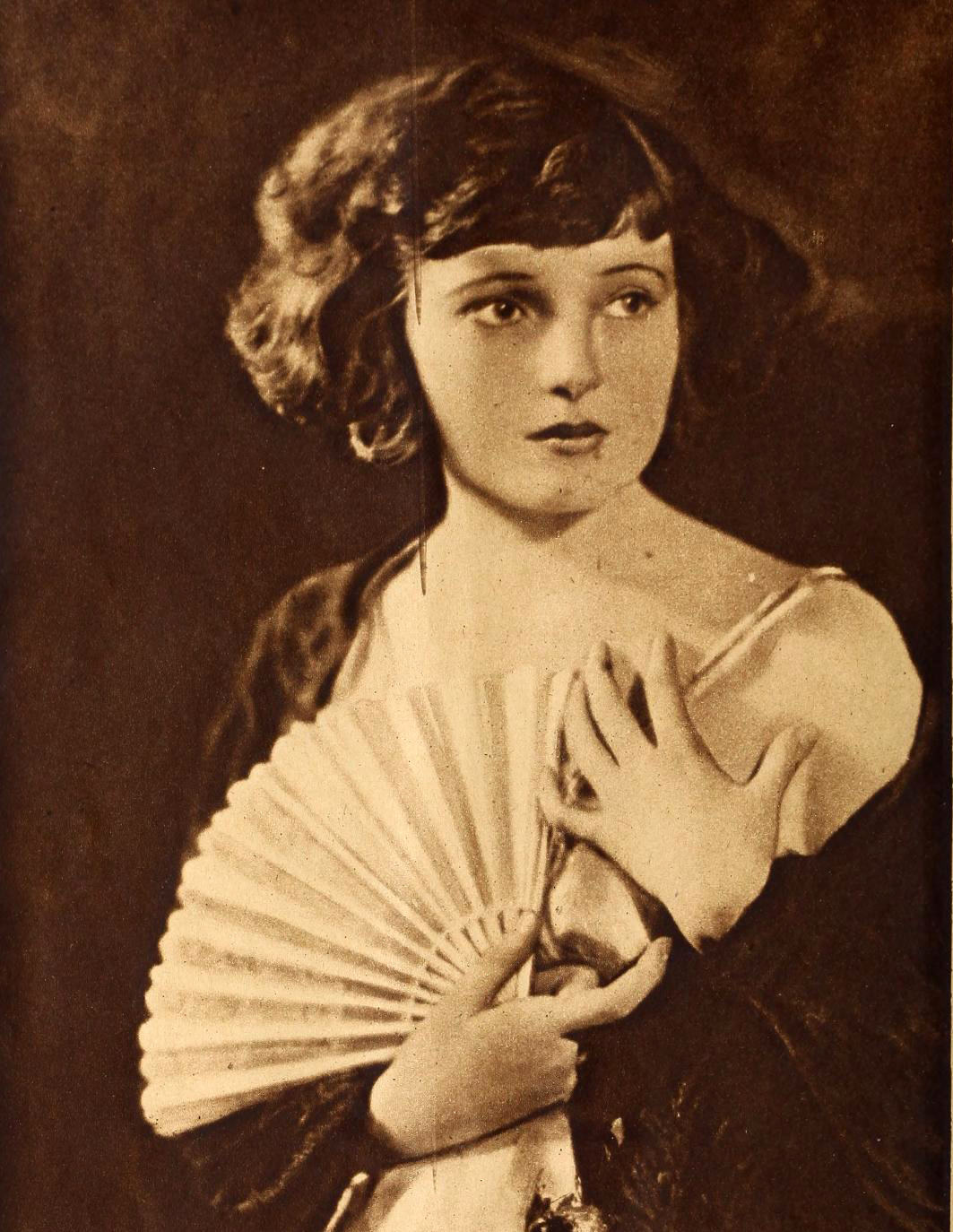
Picture Play (1920)
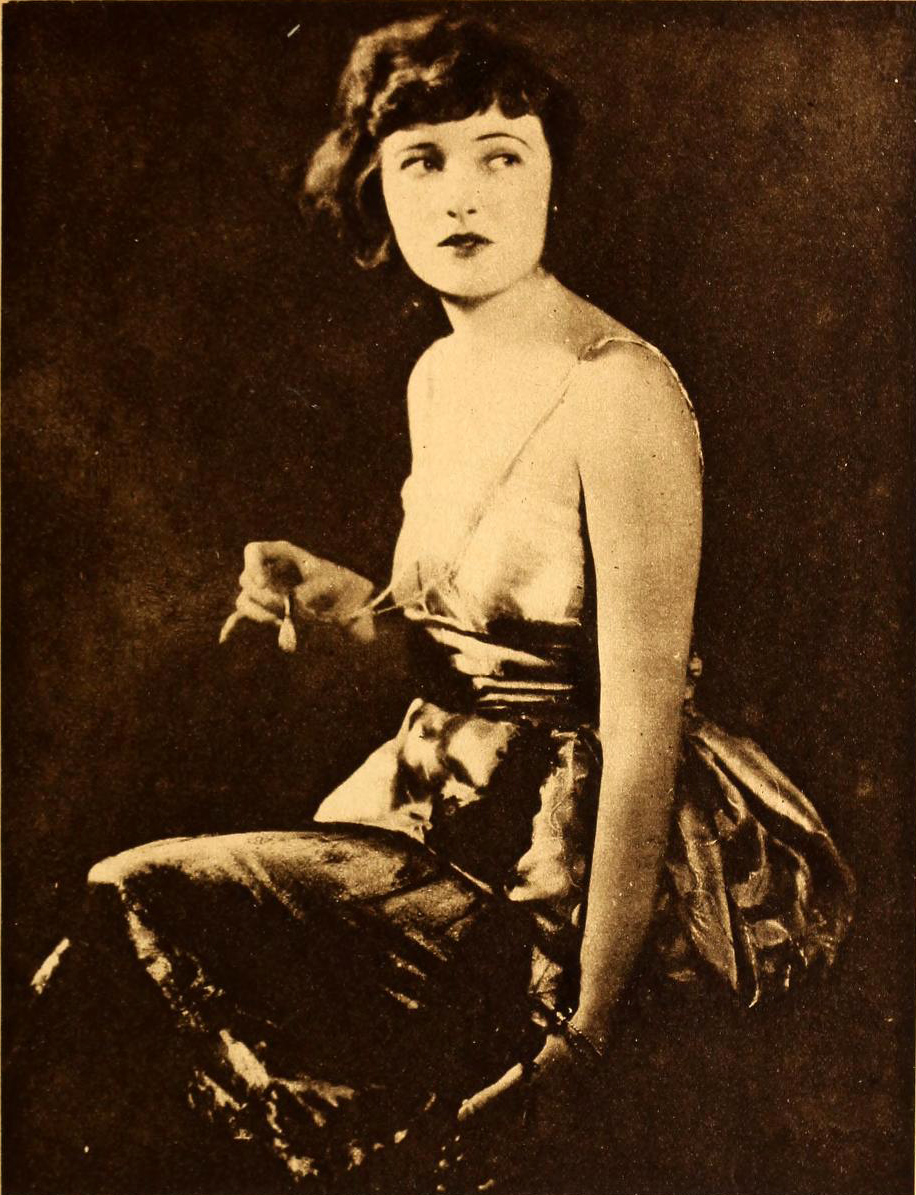
Motion Picture Magazine (1920)
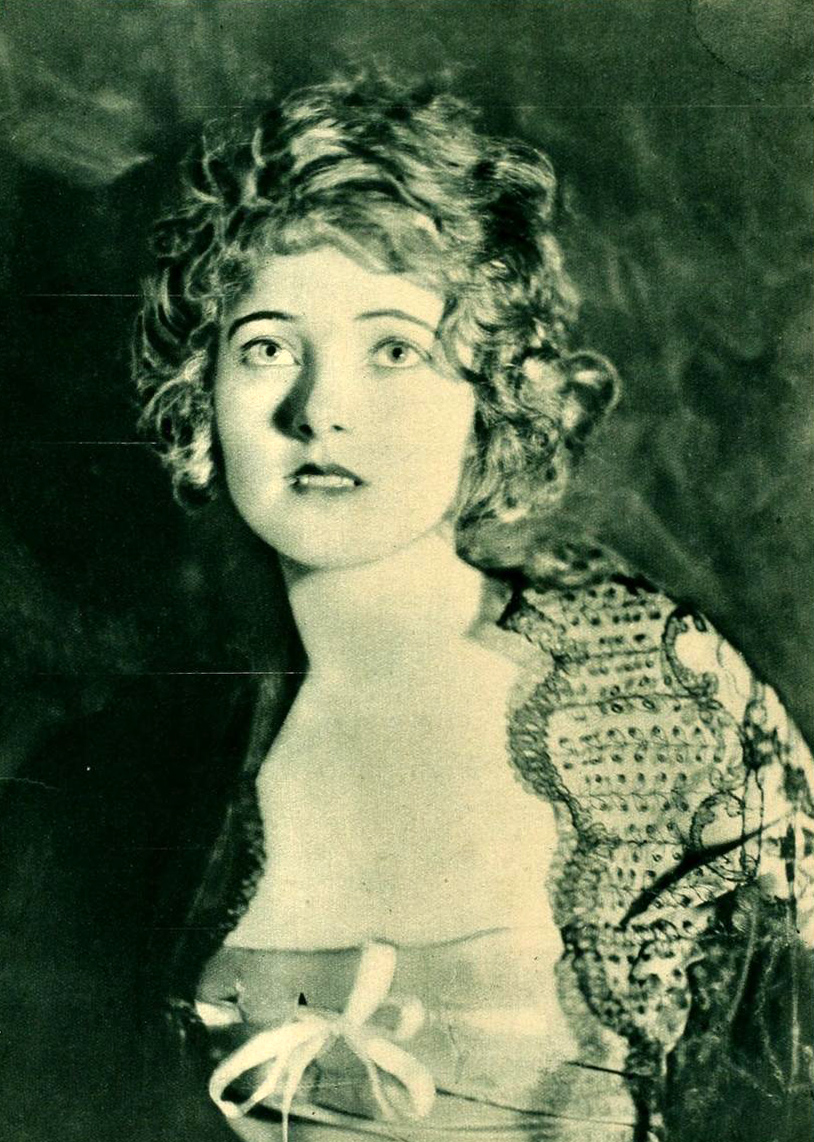
Motion Picture Classic (1920)
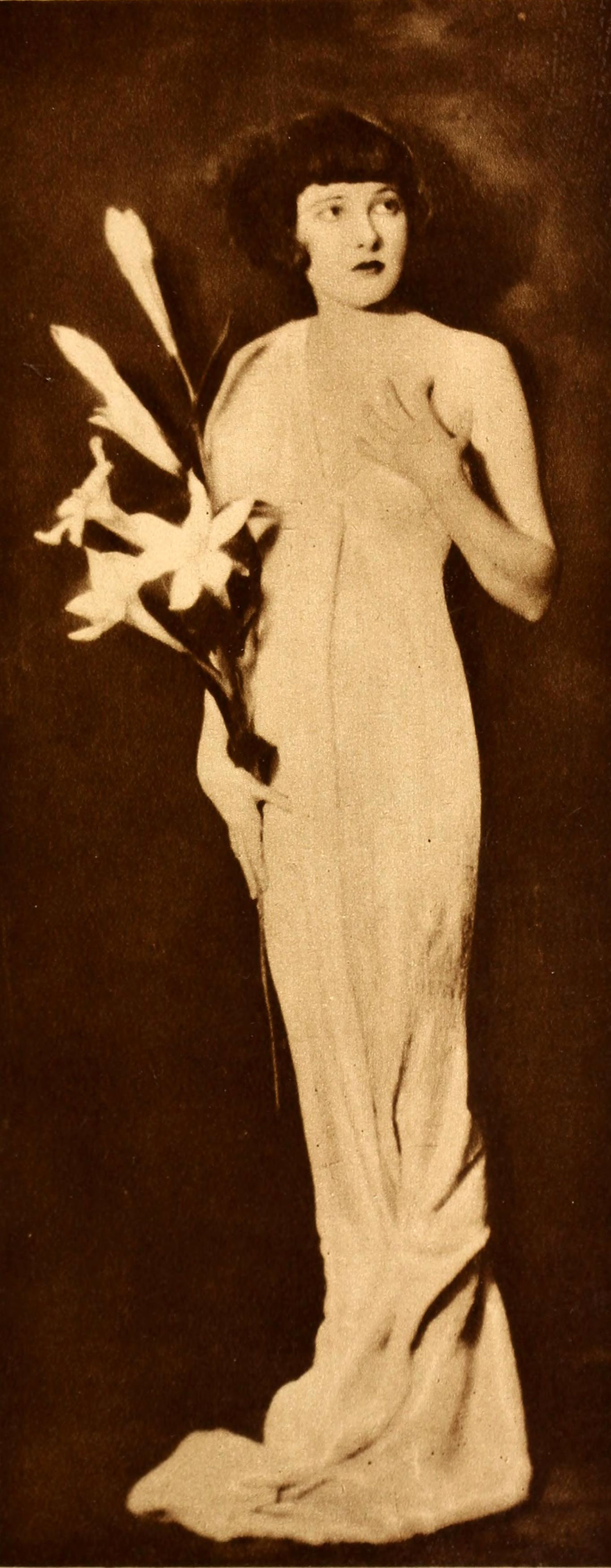
Motion Picture Magazine (1920)
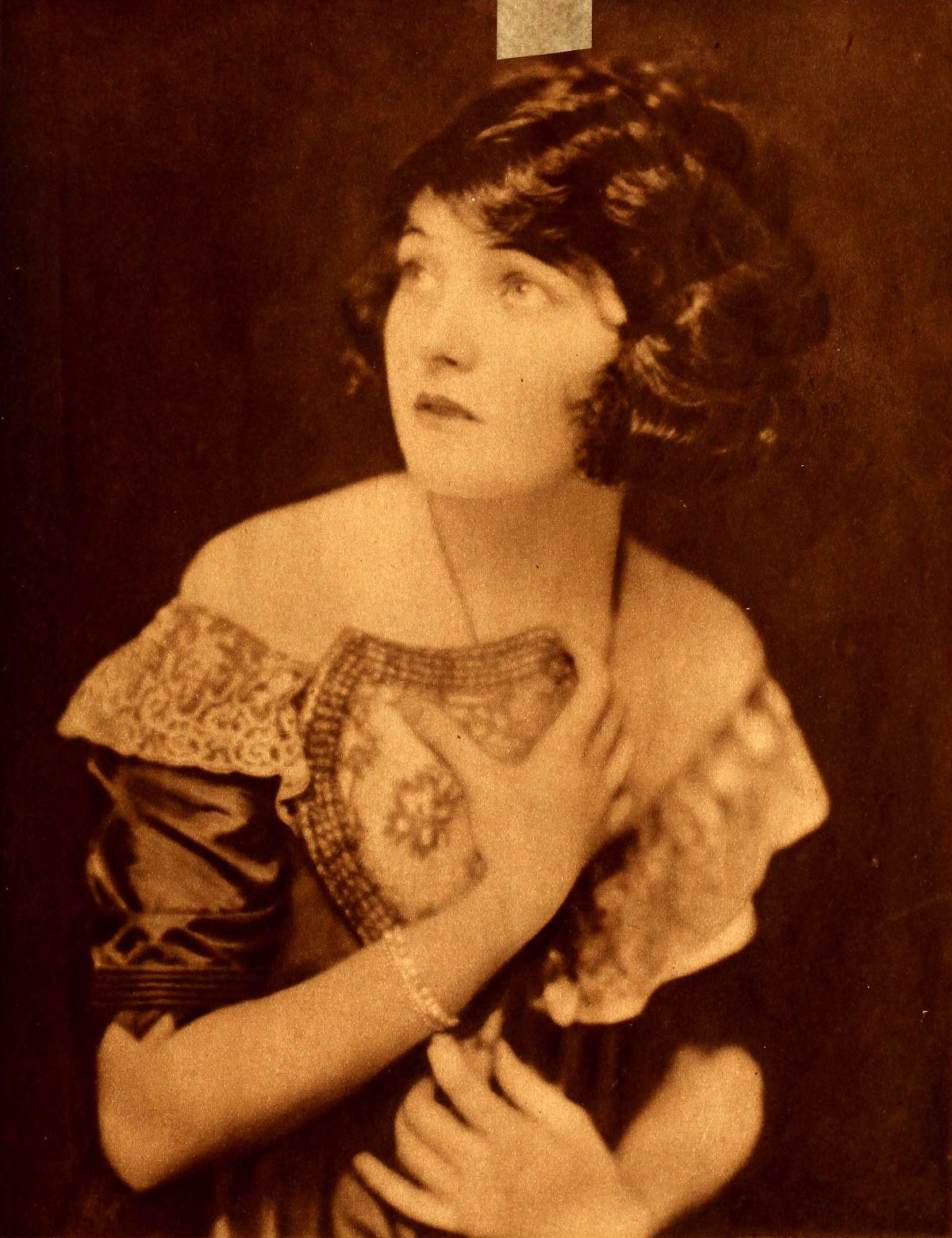
Motion Picture Magazine (1921)
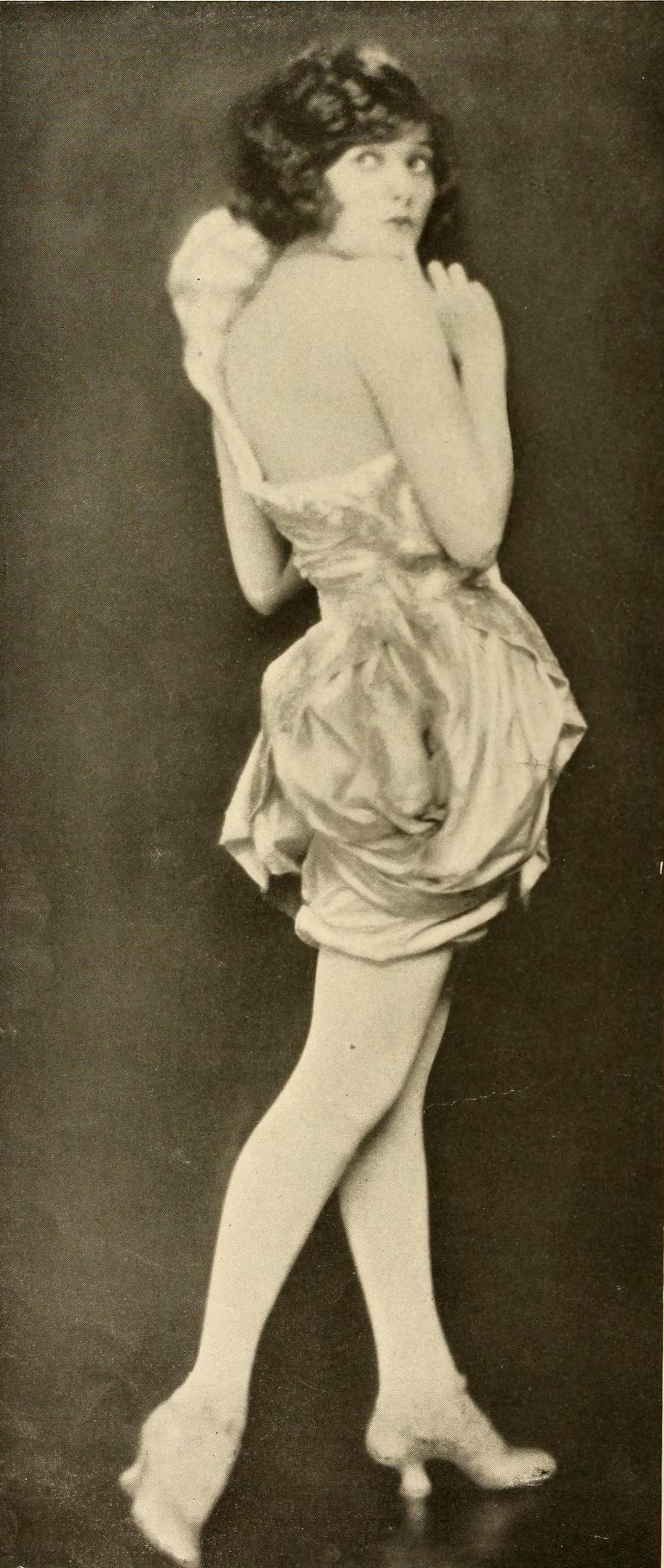
Photoplay (1921)
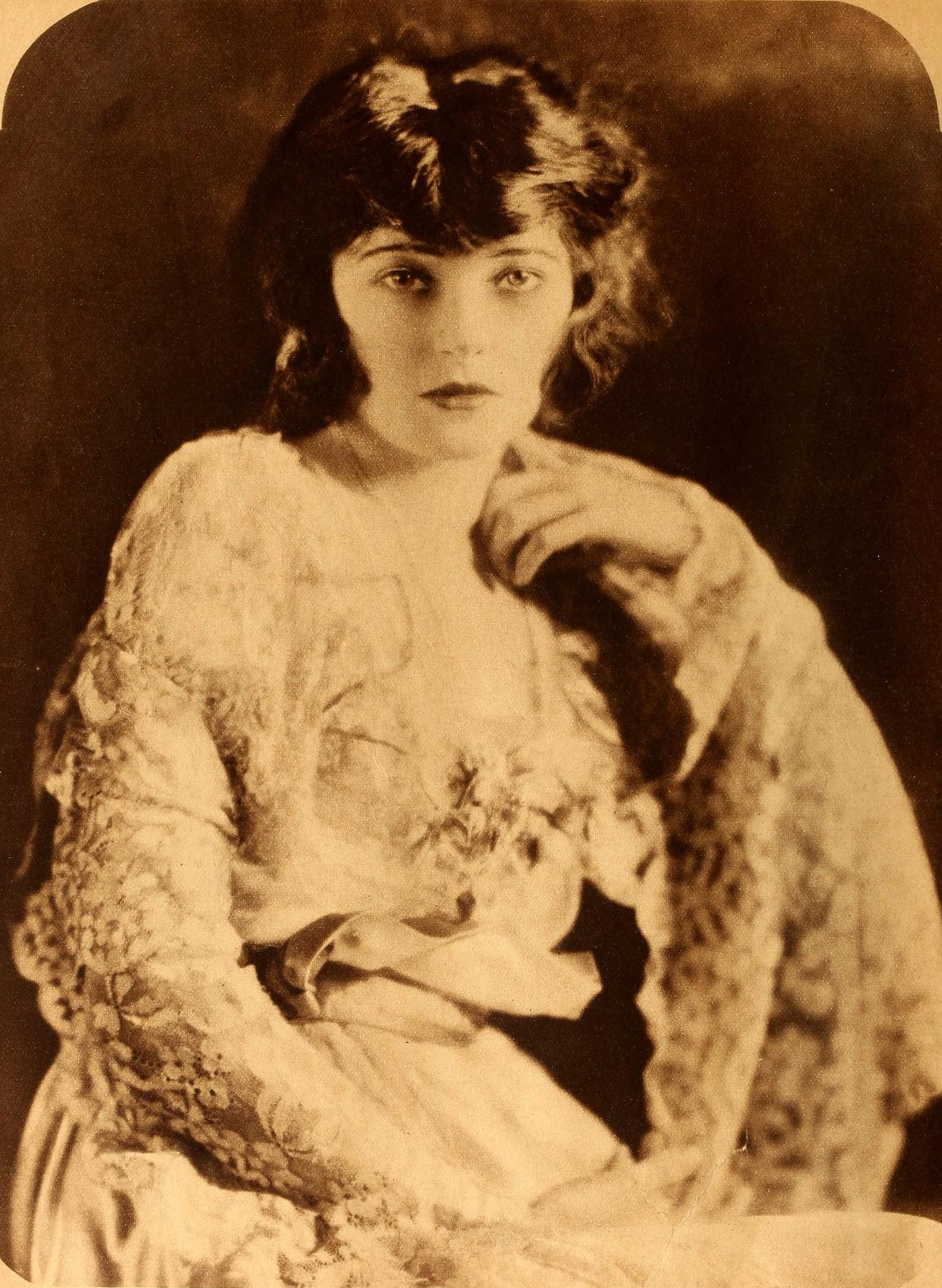
Motion Picture Magazine (1921)
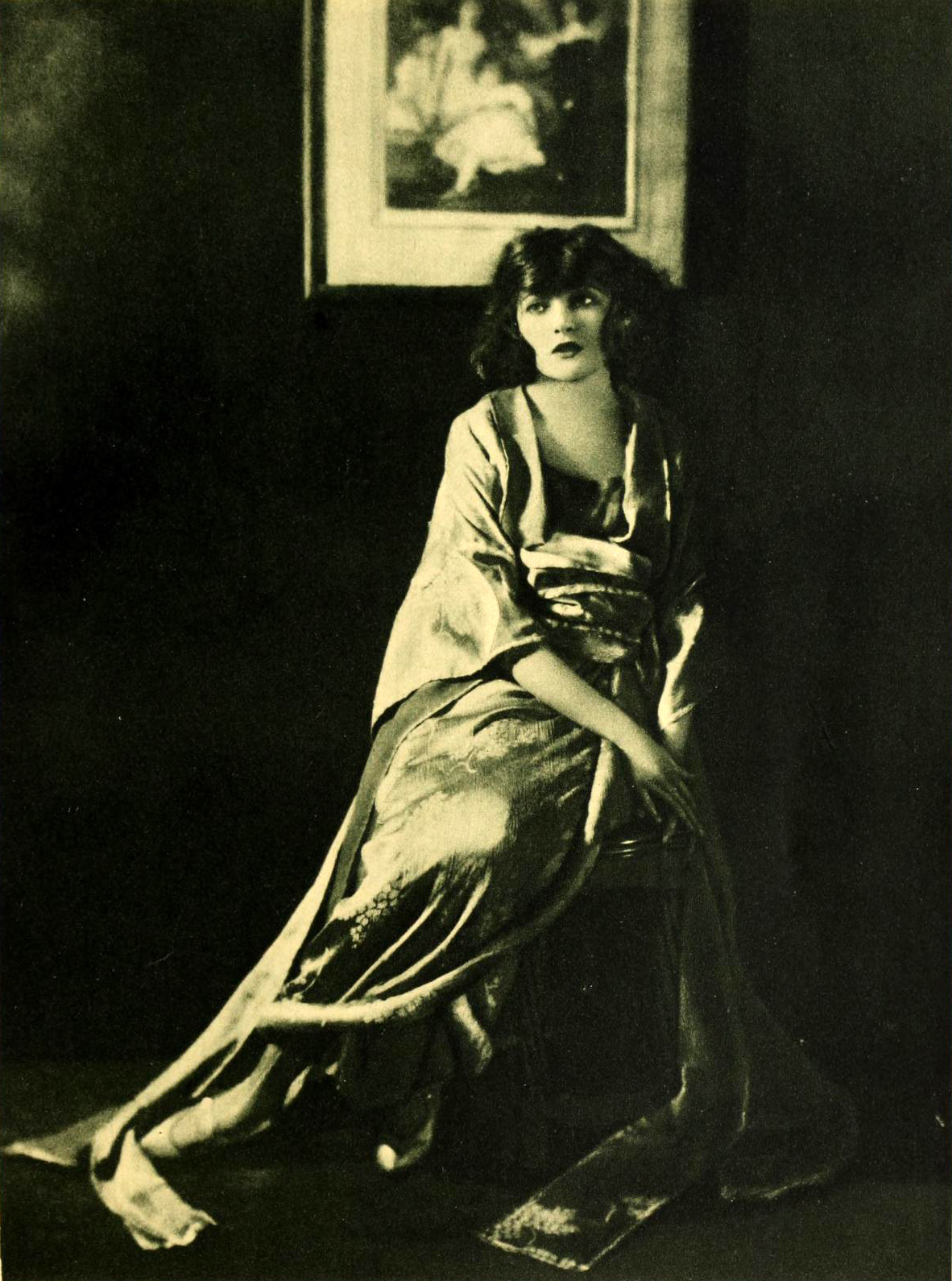
Photoplay (1921)